# Murfeld
Murfeld osztrák község Stájerország Délkelet-stájerországi járásában. 2017 januárjában 1656 lakosa volt.

## Elhelyezkedése

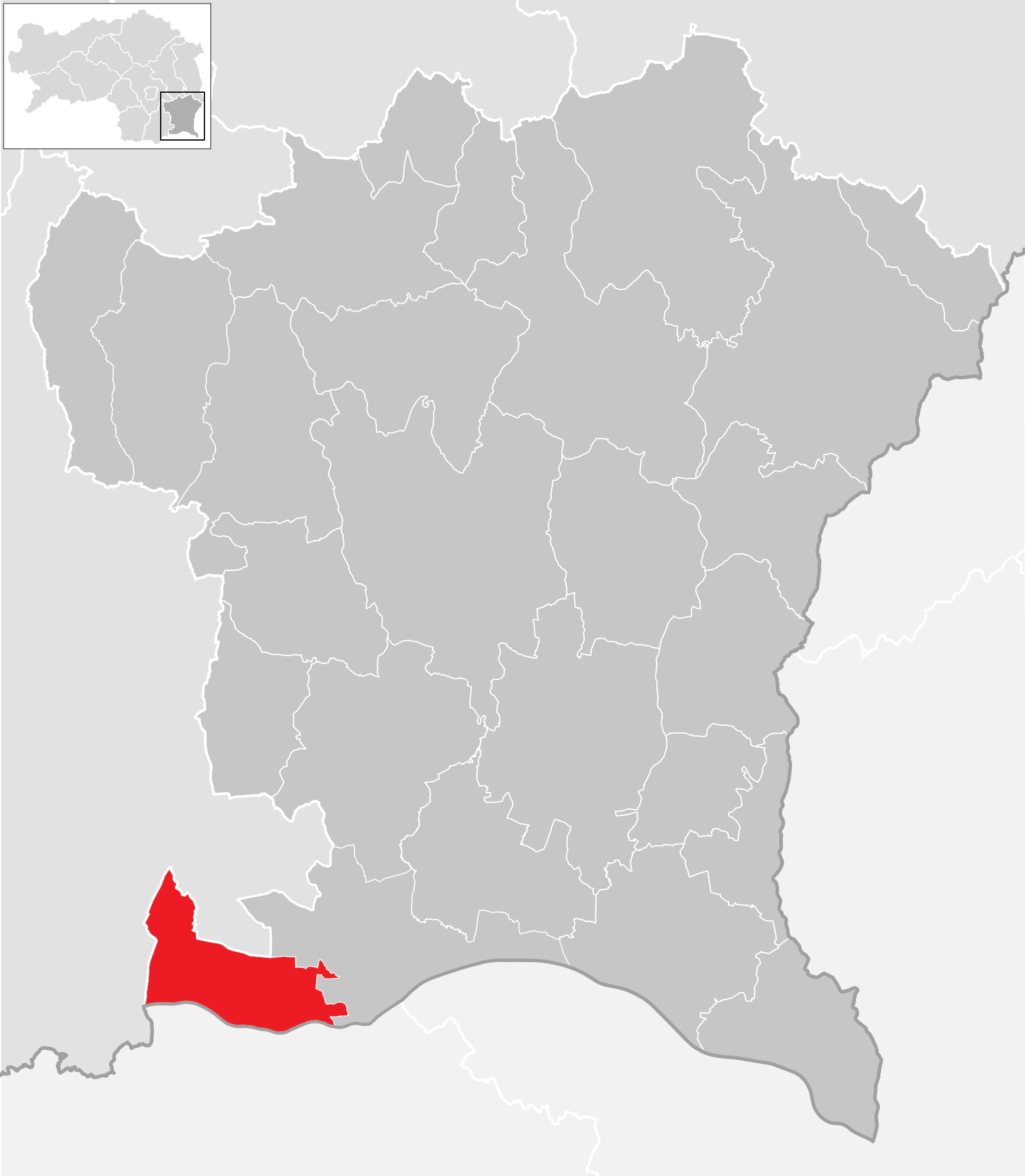
Murfeld a Délkelet-stájerországi járásban

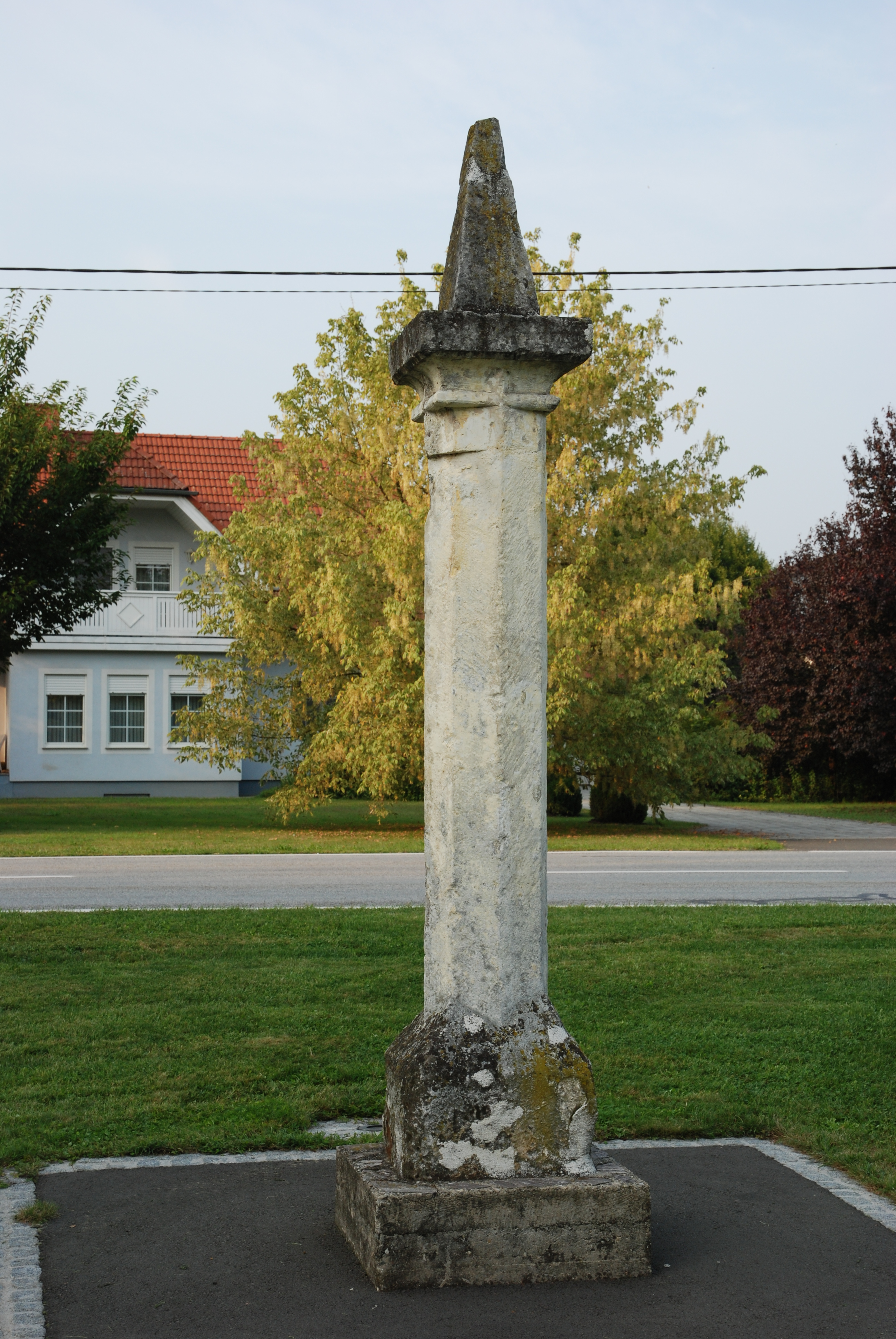
A lichendorfi pellengér

Murfeld a Kelet-stájerországi dombságon fekszik a Mura északi partján, annak bal oldali mellékfolyója, a Schwarzau torkolatánál, a szlovén határ mentén. Az önkormányzat 5 települést egyesít (valamennyit a saját katasztrális községében): Lichendorf (499 lakos), Oberschwarza (161), Seibersdorf bei Sankt Veit (257), Unterschwarza (215), Weitersfeld an der Mur (523). Murfeld nevű település nincs, az önkormányzat központja Lichendorfban található.
A környező önkormányzatok: nyugatra Straß in Steiermark, északra Sankt Veit in der Südsteiermark, keletre Mureck, délre Šentilj (Szlovénia).

## Története
A Mura partján fekvő öt falu, amelyből a mai község létrejött a középkorban különböző földesurakhoz tartozott, sőt a falvakat is több részre osztották. Például Weitersfeldet 1278-ban említik először, de éppen azzal kapcsolatban, hogy addigi tulajdonosa, Harti von Wildon, Stájerország marsallja a birtok egy részét a seckaui püspöknek adományozta (igaz vissza is kapta hűbérbirtokként). 1382-ben már három Weitersfeldet említ a püspöki tizedgyűjtő. 1469-ben a weitersfeldi vár akkori tulajdonosa, Ulrich Preßnitzer csatlakozott az osztrák herceg elleni Baumgartner-felkeléshez, ezért várát és falvait elpusztították. A nyomorúságot csak fokozták a néhány évvel későbbi török betörések, majd a magyar háború, amely során Mátyás király megszállta a térséget. Az 1532-es török pusztítás után pedig sok Mura-vidéki falu végleg elpusztult, Lichendorf és Seiberdorf is sokáig lakatlanul állt, míg újra nem telepítették őket.
Schwarzát 1135-ben említik először, amikor akkori tulajdonosa Meginhard elcserélte a salzburgi érsek egy másik birtokára. Az érsektől a Wildonokhoz került, 1325-ben pedig a stájer hercegé lett.

## Lakosság
A murfeldi önkormányzat területén 2017 januárjában 1656 fő élt. A lakosságszám 1934 óta (akkor 1944 fő) többé-kevésbé csökkenő tendenciát mutat. 2015-ben a helybeliek 96,6%-a volt osztrák állampolgár; a külföldiek közül 1,3% a régi (2004 előtti), 1,5% az új EU-tagállamokból érkezett. 2001-ben a lakosok 95,8%-a római katolikusnak, 0,5% evangélikusnak, 2,3% pedig felekezet nélkülinek vallotta magát. Ugyanekkor egy magyar élt a községben.

## Látnivalók

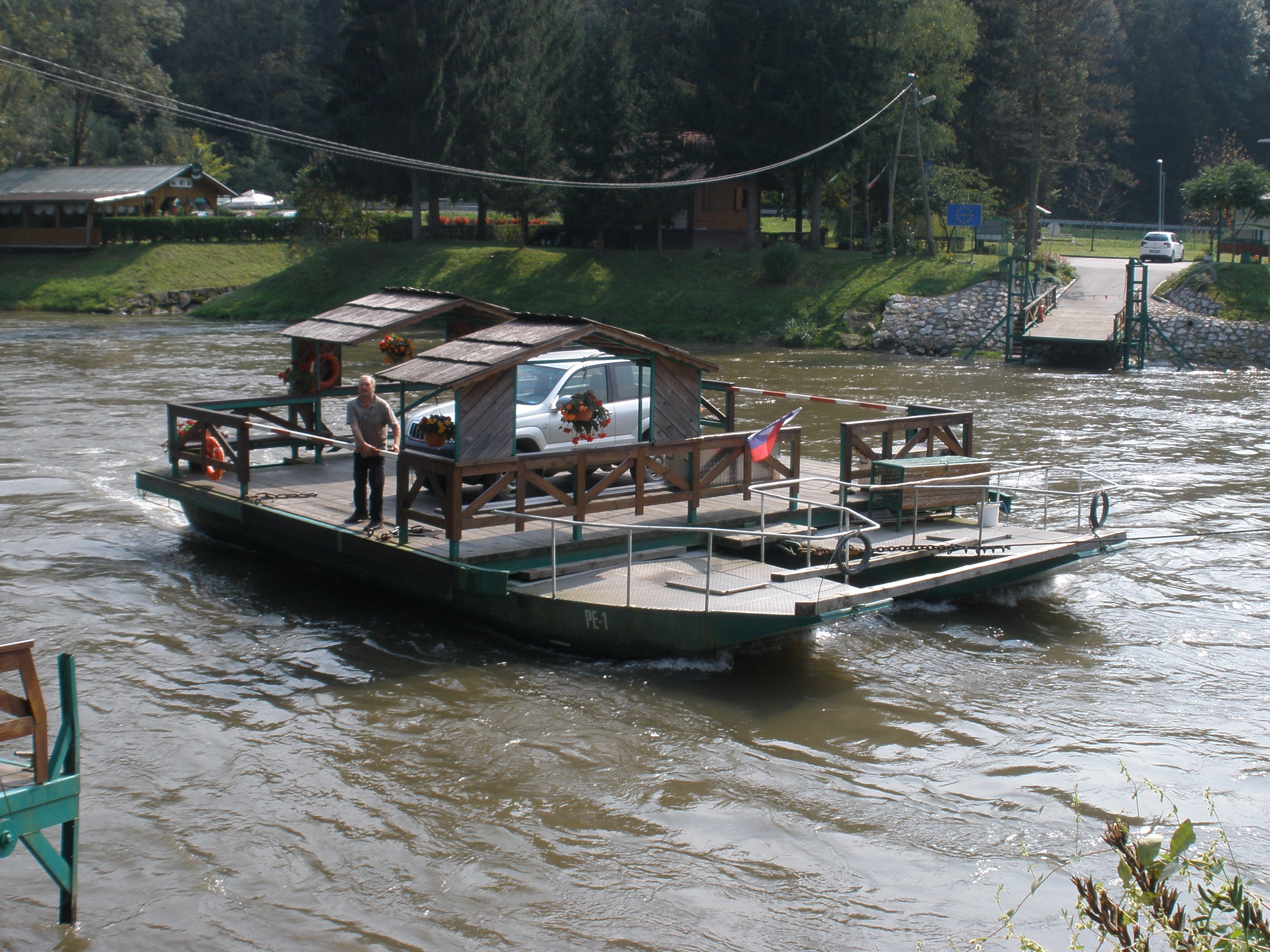
Kompjárat a Murán

- Lichendorf kápolnája
- a lichendorfi pellengér
- Seibersdorf kápolnája
- Unterschwarza kápolnája
- Weitersfeld kápolnája

## Fordítás
- Ez a szócikk részben vagy egészben  a   Murfeld című német Wikipédia-szócikk ezen változatának fordításán alapul.  Az eredeti cikk szerkesztőit annak laptörténete sorolja fel. Ez a jelzés csupán a megfogalmazás eredetét és a szerzői jogokat jelzi, nem szolgál a cikkben szereplő információk forrásmegjelöléseként.